# Liste der denkmalgeschützten Objekte in Radenthein
Die Liste der denkmalgeschützten Objekte in Radenthein enthält die 11 denkmalgeschützten, unbeweglichen Objekte der Gemeinde Radenthein.

## Denkmäler
| Foto |                 | Denkmal                                                                            | Standort                                         | Beschreibung | Metadaten |
| ---- | --------------- | ---------------------------------------------------------------------------------- | ------------------------------------------------ | --- | --- |
| ja   | Datei hochladen | Kath. Pfarrkirche hl. Ägydius und Friedhof HERIS-ID: 35428 Objekt-ID: 34187        | Standort KG: Döbriach                            | Die spätgotische Kirche aus der zweiten Hälfte des 15. Jahrhunderts mit sternrippengewölbtem Chor wurde barockisiert und mit einer Vorhalle sowie einem Zwiebelhelm am Turm versehen. Bemerkenswert ist der Hochaltar, ein zweigeschoßiger mit 1659 bezeichneter Triumphbogenaltar. Ein Taufbecken aus weißem Marmor ist mit 1479 bezeichnet. | BDA-Hist.: Q252966 Status: § 2a Stand der BDA-Liste: 2025-06-30 Name: Kath. Pfarrkirche hl. Ägydius und Friedhof GstNr.: .24, 355/3 Pfarrkirche hl. Ägydius, Döbriach (Radenthein)          |
| ja   | Datei hochladen | Kath. Pfarrkirche hl. Johannes d. T. und Friedhof HERIS-ID: 53908 Objekt-ID: 61999 | Kaning 1 Standort KG: Kaning                     | Urkundliche Erwähnung bereits 1444–1456. Restauriert wurde sie 1969/70. Kleiner spätgotischer Bau mit einfach abgetreppten Strebepfeilern am Langhaus. Chor mit 5/8-Schluss. Nördlich mächtiger Turm mit hohem Spitzgiebelhelm. Spitzbogiges profiliertes West-Portal, darüber spätgotisches Weihwasserbecken. Südliches Seitenportal mit profiliertem Gewände und geradem Sturz. An der südlichen Chorwand großes bemerkenswertes Fresko Christophorus in Renaissance-Säulenädikula, bezeichnet 1515, Urban Görtschacher zugeschrieben. | BDA-Hist.: Q38058992 Status: § 2a Stand der BDA-Liste: 2025-06-30 Name: Kath. Pfarrkirche hl. Johannes d. T. und Friedhof GstNr.: 1, .1 Pfarrkirche hl. Johannes d. T., Kaning (Radenthein) |
| ja   | Datei hochladen | Evang. Pfarrkirche A.B. hl. Johannes HERIS-ID: 54482 Objekt-ID: 62767              | 10.Oktoberstraße 2 Standort KG: Radenthein       | Die 1953/54 erbaute Kirche ist ein rechteckiger Saalbau, der außen klassizierende Formen aufweist. Der Glockenturm stand ursprünglich frei. | BDA-Hist.: Q38060995 Status: § 2a Stand der BDA-Liste: 2025-06-30 Name: Evang. Pfarrkirche A.B. hl. Johannes GstNr.: .462 Johanneskirche Radenthein                                         |
| ja   | Datei hochladen | Bauernhof (Anlage) Stoffl HERIS-ID: 35875 Objekt-ID: 34718                         | Dabor 5 Standort KG: Radenthein                  | Das Anwesen besteht aus einem ehemaligen Rachstubenhaus, einem mit 1749 bezeichneten Blockspeicher und zwei hangabwärts parallel zueinander gestellten Stallscheunen aus dem 18. Jahrhundert. Das Wohnhaus ist ein parallel zum Hanggefälle gelegenes Querlaubenhaus, das mit Ausnahme des gemauerten, rückwärtigen Teiles in Blockbau mit Kopfschrot gezimmert ist. Unter dem allseitig weit vorkragenden Krüppelwalmdach verläuft aus drei Seiten ein Laubengang mit einfacher Bretterverschalung als Brüstung. An der Westecke steht ein zweigeschoßiger, hölzerner Kloturm. Die zweiflügeligen Bohlenzargenfenster haben Steckgitter in den Fensteröffnungen des gemauerten Teils. An den beiden Traufseiten befindet sich je ein korbbogenförmiges Eingangstor. Die Innenräume sind mit Riemlings- bzw. Trambohlendecken ausgestattet. Der Getreidespeicher, ein zweigeschoßiger Blockspeicher auf einem Sockel aus Bruchsteinen, ist über der traufseitigen Eingangstür an der Südseite mit C 17 I 49 H bezeichnet. Die Stallscheunen sind zweigeschoßige Blockstadln mit Scherensparrendächern. Das Obergeschoß („Tönn“) und die Dachräume („Bruggn“) sind durch je zwei übereinanderliegende, überdachte Hocheinfahrten erreichbar. Südlich des Wohnhauses ist ein Kruzifix aufgestellt. | BDA-Hist.: Q37967782 Status: Bescheid Stand der BDA-Liste: 2025-06-30 Name: Bauernhof (Anlage) Stoffl GstNr.: .112/1, 348/3                                                                 |
| ja   | Datei hochladen | Kriegerdenkmal HERIS-ID: 97904 Objekt-ID: 113772                                   | Friedenstraße Standort KG: Radenthein            | 1963/64 nach Entwürfen von Josef Dobner. Haupt eines toten Soldaten über einem Lorbeerkranz. | BDA-Hist.: Q37770790 Status: § 2a Stand der BDA-Liste: 2025-06-30 Name: Kriegerdenkmal GstNr.: 76/15 Kriegerdenkmal Radenthein                                                              |
| ja   | Datei hochladen | Kath. Pfarrkirche hl. Nikolaus und Friedhof HERIS-ID: 54481 Objekt-ID: 62766       | Landstraße Standort KG: Radenthein               | Die schlichte Saalkirche des 17. Jahrhunderts hat einen romanisch-gotischen Kern. Der Turm mit Zwiebelhelm an der Nordostecke des Langhauses ist mit 1694 bezeichnet. Bemerkenswert ist der Hochaltar mit Opfergangsportalen aus dem dritten Viertel des 18. Jahrhunderts. | BDA-Hist.: Q1991886 Status: § 2a Stand der BDA-Liste: 2025-06-30 Name: Kath. Pfarrkirche hl. Nikolaus und Friedhof GstNr.: .40, 269/2 Pfarrkirche Heiliger Nikolaus, Radenthein             |
| ja   | Datei hochladen | Volks- und Hauptschule HERIS-ID: 54480 Objekt-ID: 62765                            | Schulstraße 13, 15, 17 Standort KG: Radenthein   | Heutige Hauptschule, besteht aus der 1923 von Franz Baumgartner errichteten ehemaligen Volksschule, der 1929/30 von demselben Architekten geplanten Hauptschule und einem neuen Trakt von 1960. | BDA-Hist.: Q38060978 Status: § 2a Stand der BDA-Liste: 2025-06-30 Name: Volks- und Hauptschule GstNr.: .220/2 Volks- und Hauptschule Radenthein                                             |
| ja   | Datei hochladen | Siedlungsplatz HERIS-ID: 58888 Objekt-ID: 69759                                    | Standort KG: Radenthein                          | | BDA-Hist.: Q38085128 Status: § 2a Stand der BDA-Liste: 2025-06-30 Name: Siedlungsplatz GstNr.: 669/2                                                                                        |
| ja   | Datei hochladen | Pfarrhof St. Peter in Tweng HERIS-ID: 54796 Objekt-ID: 63196                       | St. Peter 4 Standort KG: St. Peter in Tweng      | | BDA-Hist.: Q38062456 Status: § 2a Stand der BDA-Liste: 2025-06-30 Name: Pfarrhof GstNr.: .55 Pfarrhof Sankt Peter ob Radenthein                                                             |
| ja   | Datei hochladen | Kath. Pfarrkirche hl. Petrus HERIS-ID: 54797 Objekt-ID: 63197                      | Standort KG: St. Peter in Tweng                  | Über Alter und Bau der Pfarrkirche lässt sich nichts Genaueres feststellen. Sicher ist jedoch, dass es sich um eine sehr frühe Gründung handelt. Die älteste erhaltene Urkunde über Sankt Peter stammt aus dem Jahre 1212. In dieser beurkundet Erzbischof Eberhard II. am 12. April 1212 zu Friesach den Kauf des Gutes Tweng samt dem Patronatsrecht über die Kirche Sankt Peter durch Bischof Walter von Conrad von Maria Pfarr in Salzburg. Die Kirche ist nach der Chronik im Jahre 1481 gegen die Türken befestigt worden. In der Nacht vom 4. auf den 5. März 1951 ist die alte Bergkirche von Sankt Peter durch einen verheerenden Brand so weit zerstört worden, dass nur mehr eine Ruine stehen blieb. Ein halbes Jahr später setzten jedoch die Wiederaufbauarbeiten ein und am 26. Juli 1953 ist das wiedererstandene freundliche Bergkirchlein eingeweiht und seiner Bestimmung übergeben worden. Beim Wiederaufbau hat man die Hauptmauern größtenteils instand setzen können und dementsprechend ist die alte Form erhalten geblieben. Im Innenausbau hat man sich den heutigen Erfordernissen angepasst, jedoch den Charakter des Kirchleins gewahrt. | BDA-Hist.: Q38062464 Status: § 2a Stand der BDA-Liste: 2025-06-30 Name: Kath. Pfarrkirche hl. Petrus GstNr.: .57/1 Pfarrkirche St. Peter ob Radenthein                                      |
| ja   | Datei hochladen | Alter Friedhof und gotischer Bau HERIS-ID: 97905 Objekt-ID: 113773                 | St. Peter 4, bei Standort KG: St. Peter in Tweng | | BDA-Hist.: Q37770800 Status: § 2a Stand der BDA-Liste: 2025-06-30 Name: Alter Friedhof und gotischer Bau GstNr.: .57/2, 592 Alter Friedhof und gotischer Bau, Sankt Peter ob Radenthein     |